# Linia kolejowa nr 754
Linia kolejowa nr 754 – pierwszorzędna, głównie dwutorowa, zelektryfikowana linia kolejowa znaczenia państwowego łącząca rejon WP1 (dawny posterunek Widły) z rejonem WP4 stacji technicznej Wrocław Popowice.